# Taiwan Open 1987
Il Taiwan Open 1987 è stato un torneo di tennis giocato sul sintetico indoor. È stata la 2ª edizione del torneo, che fa parte del Virginia Slims World Championship Series 1987. Si è giocato a Taipei in Taiwan, dal 20 al 26 aprile 1987.

## Campionesse

### Singolare
Anne Minter ha battuto in finale  Claudia Porwik con il punteggio di 6–4, 6–1

### Doppio
Cammy MacGregor /  Cynthia MacGregor hanno battuto in finale  Sandy Collins /  Sharon Walsh con il punteggio di 7–6, 5–7, 6–4